# Oriol d'Aragó
Oriol d'Aragó o Aureolus (? - 809) fou comte d'Aragó (ca. 802-809).
Tradicionalment és considerat el cap dels francs d'Aragó.
Entre el 798 i el 802 els francs van establir diversos caps de pont a la zona d'Aragó: Bahlul Ibn Marzuq es va rebel·lar a la ciutat de Saraqusta contra el poder central d'Al-Àndalus el 798 i el 800 conqueria Waixqa als Banu Salama. El general Amrús ibn Yússuf, enviat per l'Emir de Qúrtuba, va reconquerir Saragossa i Osca el 801 aproximadament. Bahlul va fugir a Pallars i fou assassinat pel seu lloctinent Khàlaf ibn Ràixid vers el 802, el qual tenia en aquest moment el domini sobre Barbitanya (Barbastre). Amb tot aquesta problema fronterer els francs van establir el seu control sobre Jaca i altres castells i van designar Oriol com a comte d'Aragó.
Després de la mort d'Oriol el 809 el bàndol franc va assegurar la successió en Asnar I Galí.